# Musée national d'histoire naturelle de l'Uruguay
Cet article concerne le musée national d'histoire naturelle de l'Uruguay. Pour les autres musées d'histoire naturelle, voir Liste de musées d'histoire naturelle.

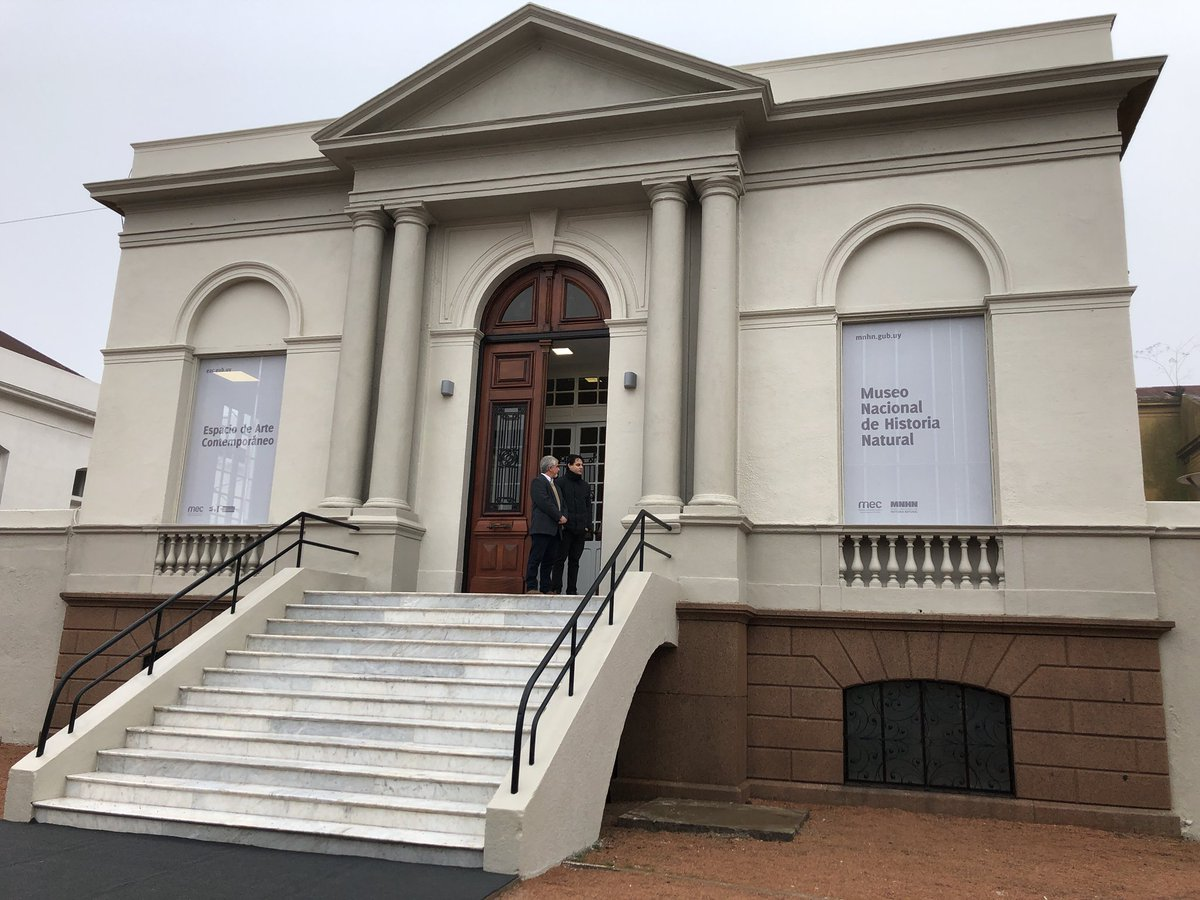

Le musée national d'histoire naturelle de l'Uruguay (en espagnol, Museo Nacional de Historia Natural de Uruguay) est un musée de l’Uruguay fondé en 1837 et situé à Montevideo. En 2001 il est passé à être administré, conjointement avec le « Museo Nacional de Antropología » (fondé, lui, en 1981) par une entité nommée « Museos Nacionales de Historia Natural y Antropología ». En 2004 une décision présidentielle a renommé cette institution en un seul musée nommé « Museo Nacional de Historia Natural y Antropología », mais dans la réalité des faits le musée d'histoire naturelle a continué de s'appeler « Museo Nacional de Historia Natural ».

## Historique
Ce musée d'histoire naturelle est créé en 1837, sept ans seulement après la première constitution de l'Uruguay. Le gouvernement charge une commission notamment constitué de naturalistes comme Teodoro Miguel Vilardebó (1803-1857) et Dámaso Antonio Larrañaga (1771-1848) de constituer des collections et la bibliothèque du futur musée. Parmi les autres membres de la commission, on peut citer Ramon Masini, Bernardo Prudencio Berro Larrañaga (1803-1868), Manuel Errazquín et Christopher Salvañach.
La première mission scientifique organisée par le Musée l'est dès 1837 et compte parmi ses membres Vilardebó, Berro Larrañaga et Arsène Isabelle (1807-1888). Il s’agit de trouver des fossiles dans le silex de la province de Canelones.
Après ces débuts prometteurs, la direction du Musée est confiée au poète et homme de lettres Francisco Esteban Acuña de Figueroa (1791-1862), les activités déclinent presque complètement et les collections d’origine, négligées, sont en partie perdues, de même que la bibliothèque.
Plusieurs tentatives de réorganisation sont faites, en vain. Carlos Berg (1843-1902) est nommé alors en 1890. Il quitte le musée en 1892 car il obtient la direction du Musée argentin des sciences naturelles. Il est alors remplacé par le botaniste Jose Arechavaleta y Balpardo (1838-1912). Le gouvernement acquiert, en 1915, la bibliothèque (1 500 volumes) et l’herbier (7 000 espèces) de ce dernier. Les directeurs qui suivent continuent de maintenir la direction scientifique de l’établissement : Garibaldi José Devincenzi (1882-1943) qui entame un inventaire des vertébrés de l’Uruguay, Ergasto Héctor Cordero (1890-1951) qui initie l’étude des invertébrés, le botaniste Carlos María Diego Enrique Legrand (1901-1982), le spécialiste des mollusques et amphibiens Miguel Angel Klappenbach (1920-2000), le spécialiste des lichens Héctor Saúl Osorio Rial (1928-)...
L’une des expéditions la plus célèbre est celle organisé dans l’Orénoque en 1957.